# Эпизоотология
Эпизоотология (от греч. Epi — на, греч. zoon — животное, греч. logos — наука, понятие), или ветеринарная эпидемиология, — самостоятельное звено ветеринарной медицины — наука, изучающая эпизоотии, проявление эпизоотического процесса во время которого инфекция поражает большое количество животных, изучает объективные закономерности возникновения, проявления, распространения и угасания эпизоотий (инфекционных болезней) и на этой основе разрабатывает методы профилактики и меры борьбы с ними.
Задачей эпизоотологии является недопущение, профилактика или ликвидация эпизоотий. Основными задачами эпизоотологии на современном этапе является разработка теоретических и практических основ научно обоснованной стратегии и тактики противоэпизоотических мероприятий, с целью обеспечения устойчивого благополучия животноводства по инфекционным болезням, высокую его производительность и надежную защиту населения от зооантропонозов. Поскольку на развитие заразных болезней постоянное и решающее воздействие оказывает внешняя среда, в условиях которой протекает эпизоотический процесс, то ещё одной из основных задач изучения данной дисциплины является изучение среды обитания животных. Для решения проблем эпизоотологии необходимы фундаментальные знания ветеринарной генетики и иммунологии.
Зная законы эпизоотического процесса (биологическое явление, он развивается по определённым биологическим законам, не зависящим от воли человека), специалисты ветеринарной медицины могут активно вмешиваться в развитие эпизоотического процесса конкретной инфекционной болезни и эффективно заниматься её профилактикой и ликвидацией.
Отличают общую эпизоотологию, учение об иммунитете и инфекционных заболеваниях, учение об общих и специальных мероприятий лечения животных, учение об общих закономерностях развития и угасания инфекционных болезней, — и специальную эпизоотологию, изучающую характеристики конкретного возбудителя, патогенез, распространение, патолого-анатомические изменения, методы диагностики и дифференциальной диагностики, лечения, экономические убытки, разработку мероприятий ликвидации и профилактики.
Эпизоотология как наука особенно развилась после 1920-х годов. Ученые детально изучили ряд малоизвестных или совсем неизвестных инфекционных заболеваний, разработали вопросы диагностики и иммунитета, патогенеза, специфической профилактики при многих инфекциях сельскохозяйственных животных, птицы и пчел.
| Данный термин входит в следующую группу терминов: |               |               |                 |
|                                                   | -деми-        | -зоо-         | -фито-          |
| Эн-                                               | Эндемия       | Энзоотия      | Энфитотия       |
| Эпи-                                              | Эпидемия      | Эпизоотия     | Эпифитотия      |
| Эпи-…-логия                                       | Эпидемиология | Эпизоотология | Эпифитотиология |
| Пан-                                              | Пандемия      | Панзоотия     | Панфитотия      |